# モード・グッドマン

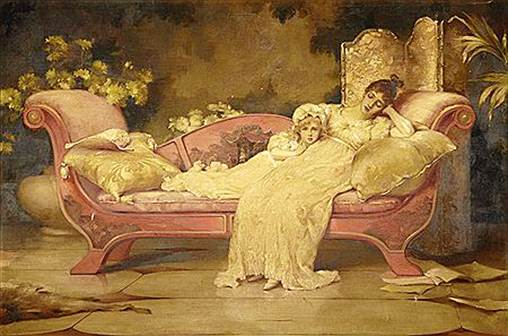
モード・グッドマン作、「Hush!」、「Women Painters of the World」収蔵作

モード・グッドマン（Maude Goodman、1853年 - 1938年）は、イギリスの画家である。女性や子供を描いた作品で人気があった。

## 略歴
マンチェスターのユダヤ人家族に生まれた。母親が亡くなった後、継母に育てられ、美術を学ぶことを勧められた。ロンドンの美術学校、サウス・ケンジントン学校でエドワード・ポインター（1836-1919）の学生になり、そのころロンドンに滞在していたスペインの画家のマリアノ・フォルトゥーニ（1838-1874）からも影響を受けた 。
1873年に奨学金を取得した。1874年に美術学校を卒業しロイヤル・アカデミー・オブ・アーツの展覧会に油彩画を出展し 、その後も1901年まで出展を続け、生涯で54点を出展した。そのほか各地の展覧会に出展した。1876年に
1876年、ラファエル前派の画家ダンテ・ゲイブリエル・ロセッティの弟で評論家のウィリアム・マイケル・ロセッティによって好意的な評価を受けた。1882年に文学者のアーサー・スケーンズ（Arthur Scanes ）と結婚したが、展覧会には結婚前の名前で活動した。
1893年のシカゴ万国博覧会の美術展に出展した。ロンドンの出版社「Raphael Tuck & Sons」から出版された児童書の挿絵や絵葉書の原画も描いた。そのうちの2冊には夫の詩が添えられた。1894年からサウス・ケンジントンに住み活動した。ロンドンの新聞1
「イラストレイテッド・ロンドン・ニュース」は、1904年にグッドマンの作品の複製印刷を付録として提供し、女性ファッション誌の「Weldon's Ladies' Journal」は、1910年代までモードの作品の白黒プリントを雑誌の付録としたが、20世紀に入るとアール・ヌーボーの作品が好まれるようになり、モード・グッドマンの作品は時代遅れとされるようになった。
1894年に描かれた作品「Hush!」は1905年にイギリスで出版されたウォルター・ショー・スパローの著書「Women Painters of the World」に収録された 。

## 作品

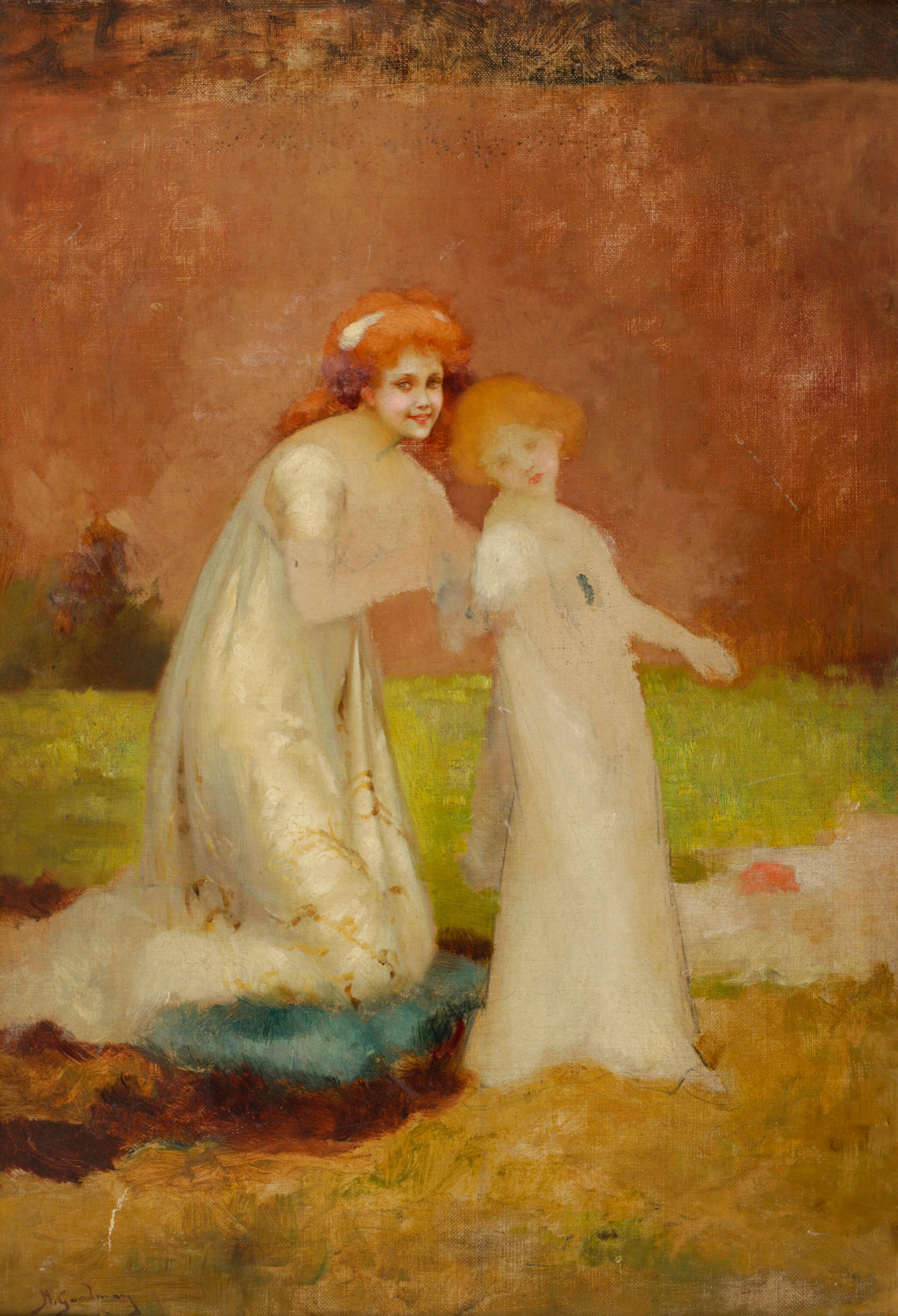
庭園の2人の少女
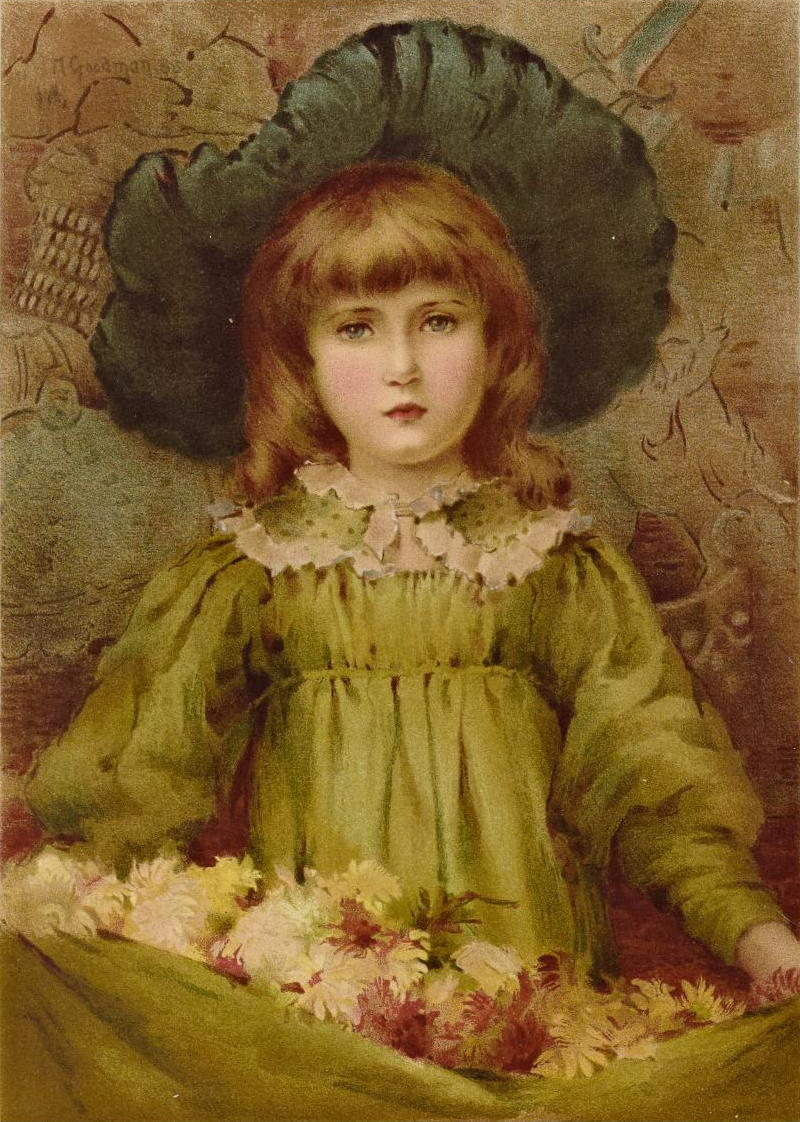
クリサンマムの花と少女
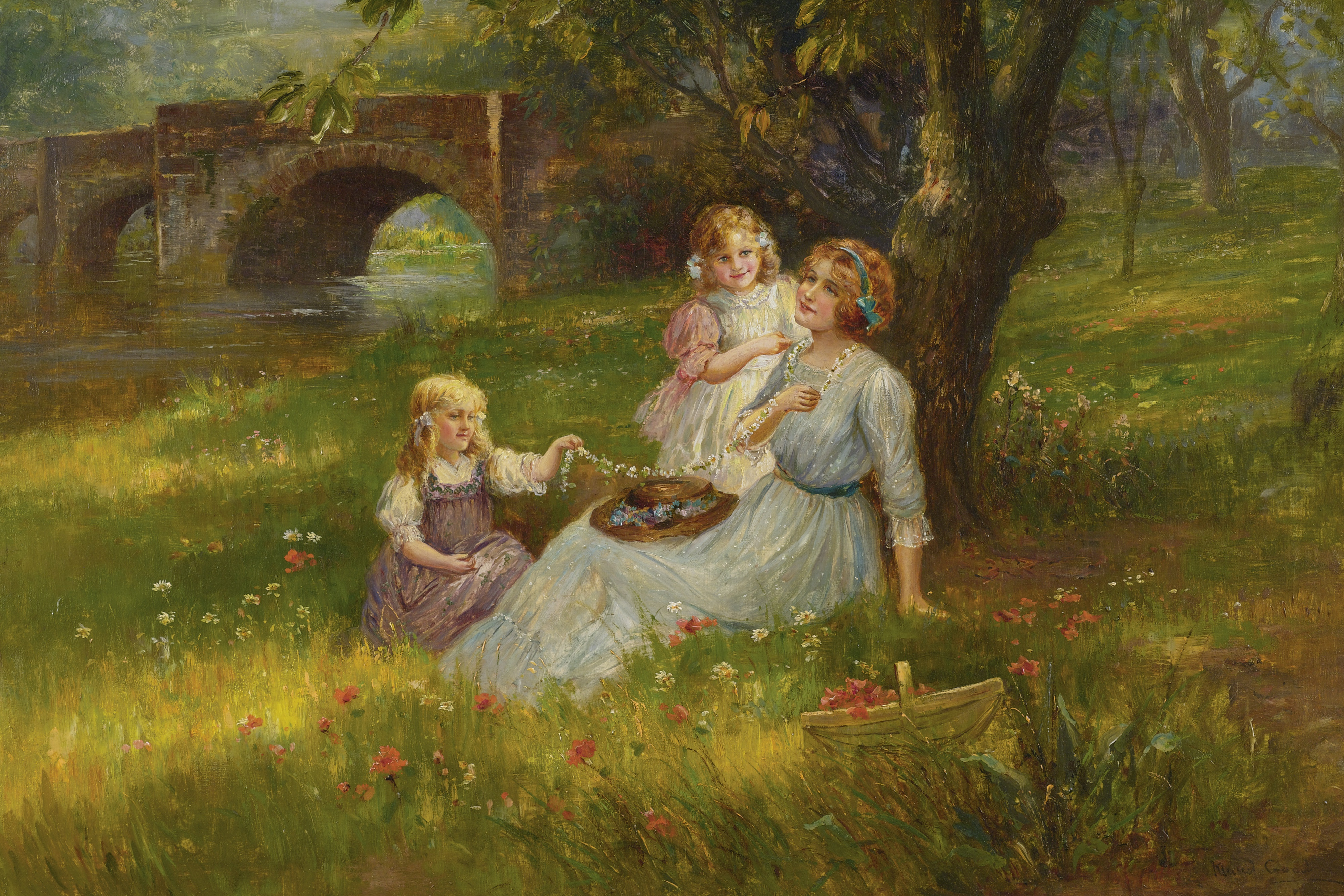
花のクサリ